# Église Saint-Lazare de Wrocław
L'église Saint-Lazare (Kościół św. Łazarza) est une église catholique de style gothique construite par l'Ordre des Lazarites pendant la seconde moitié du XIVe siècle (remplaçant un édifice identique datant de 1260) sur la route menant du Wrocław médiéval vers le nord-est (en direction d'Oława). À l'origine, l'église et l'hôpital Saint-Lazare se trouvaient derrière la porte Oławska (Brama Oławska), ils se trouvent actuellement à l'intérieur des limites de la ville, précisément aux numéros 54-58 de la rue Traugutta.
Une léproserie pour hommes se trouvait à proximité de l'église au Moyen Âge et un bâtiment identique pour les femmes (l'hôpital Sainte-Jérômine), se trouvait derrière les murs nord de la ville, sur la route menant à Trzebnica, dans les environs de l'actuelle église Saint-Joseph (précédemment Św. Urszuli i Jedenastu Tysięcy Dziewic) à Ołbin. Les premières mentions de l'église et de son hôpital nous viennent de l'an 1264 (faisant référence à la dîme versée pour l'hôpital), de 1267 (également en raison de taxes, et aussi faisant référence à l'achat de terrains) et de 1326. Au début du XVe siècle en plus de la lèpre, l'hôpital commença à s'occuper également d'autres maladies, bien que des lépreux continuèrent à s'y faire soigner jusqu'en 1540.

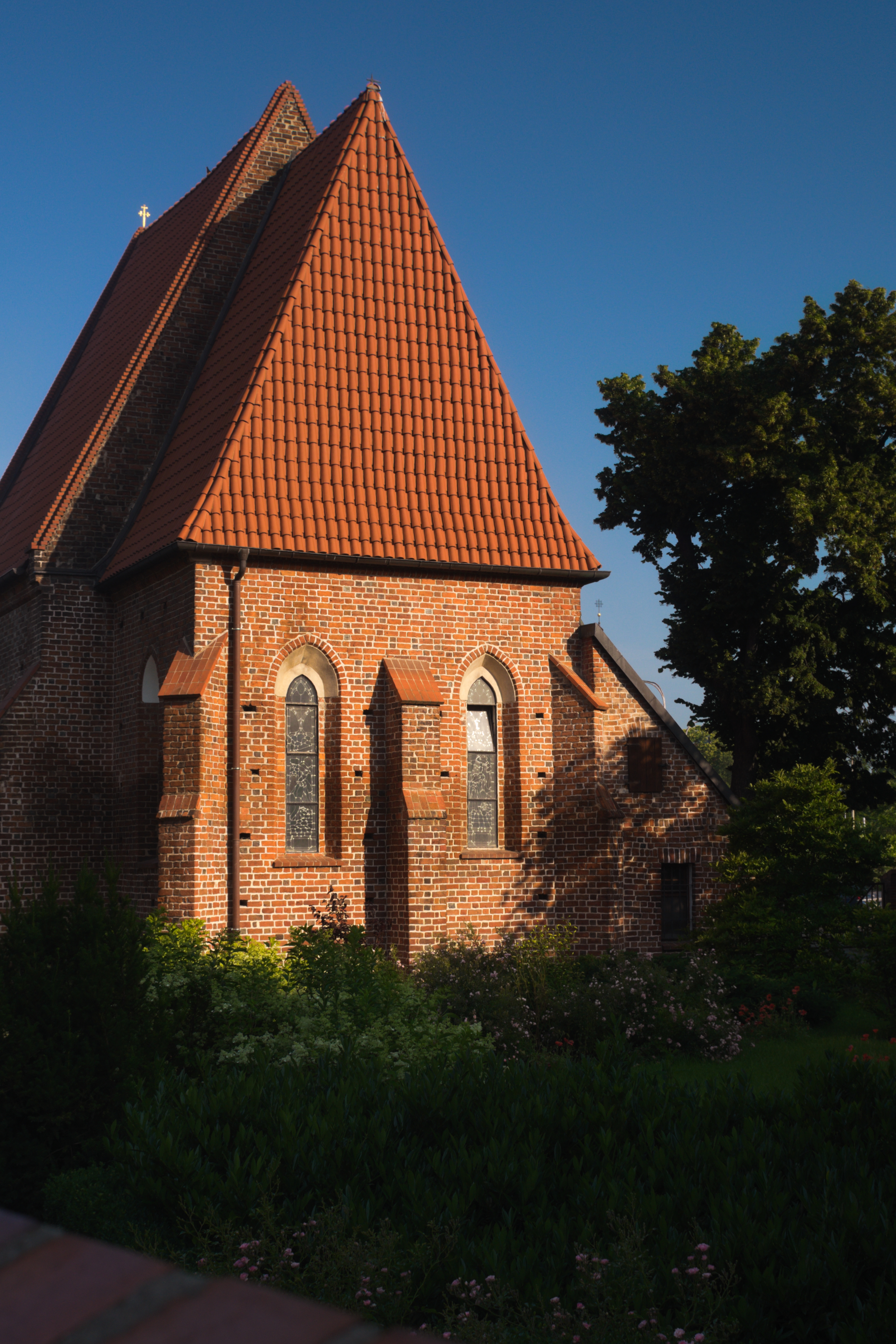
L'église vue du côté jardin (2020)

Lorsque les troupes alliées polono-tchèques du roi (Vladislas IV de Bohême et de son père Casimir IV Jagellon, roi de Pologne, s'opposèrent aux Hongrois le 27 octobre 1474, L'église Saint-Lazare devint un poste de commandement renforcé du roi de Hongrie Mathias Corvin. Près de trois siècles plus tard non loin de l'église, c'est au tour de l'artillerie de l'armée de Prusse (sous l'étendard des Hohenzollerns) d'y prendre position pour assiéger la ville de Wrocław (ou Breslau), et de ce même point le 9 décembre 1757 d'ouvrir le feu sur ses défenseurs (les Habsbourgs). Au cours de cette bataille, la tour ouest de l'église fut endommagée. Au début du XIXe siècle l'hôpital fut transformé en maison de retraite, puis un siècle plus tard, avant la Première Guerre mondiale, on envisagea même la destruction de l'hôpital et de son église dans le but d'y déployer des batteries d'artilleries en direction du sud-ouest. Ce projet fut néanmoins abandonné.
En 1907, les environs de l'église ont été réaménagés par les autorités allemandes, et plus tard l'église fut rénovée. Durant le siège de Breslau (La forteresse de Breslau) au début de l'année 1945, l'église vit ses tours, son toit et la plupart de ses vitraux très sévèrement endommagés : seulement 20 % (selon une estimation) de l'église subsista après la Seconde Guerre mondiale. L'abbé Paul Peikert (curé de la paroisse mitoyenne de Saint-Maurice) raconta dans ses chroniques du siège de la ville les bombardements sur l'église Saint-Lazare, les 8 février et 10 mars 1945. Durant les années 1946-49, les dégâts furent réparés et l'église annexée à la paroisse de Saint-Maurice comme église auxiliaire.
L'église est de petite taille : sa nef a une longueur intérieure de 12,7 mètres et une largeur de 7,9 mètres. À l'intérieur de l'église Saint-Lazare on peut encore voir le support gothique de la coupole datant du XIVe siècle, le portail gothique datant du XVe siècle, deux ailes peintes sur l'autel datant de la deuxième moitié du XVe siècle ainsi qu'une statue de la vierge Marie de style baroque datant de 1727.

## Source
- (pl) Cet article est partiellement ou en totalité issu de l’article de Wikipédia en polonais intitulé « Kościół św. Łazarza we Wrocławiu » (voir la liste des auteurs).